# 1984年サラエボオリンピックのアメリカ合衆国選手団
1984年サラエボオリンピックのアメリカ合衆国選手団（1984ねんサラエボオリンピックのアメリカがっしゅうこくせんしゅだん）は、1984年2月8日から2月19日まで、ユーゴスラビア（現・ボスニア・ヘルツェゴビナ）のサラエボで開催された冬季オリンピックのアメリカ合衆国選手団、およびその競技結果。

## 概要
今大会は金メダル4個、銀メダル4個、銅メダル0個の合計8個のメダルを獲得した。
アルペンスキーの男子回転では、フィリップ・メーアが金メダルを獲得、フィリップの弟スティーヴ・メーアが銀メダルを獲得した。

## メダル
| メダル | 選手名                                  | 競技               | 種目         |
| ------ | --------------------------------------- | ------------------ | ------------ |
| 金     | ウィリアム・ジョンソン                  | アルペンスキー     | 男子滑降     |
| 金     | フィリップ・メーア                      | アルペンスキー     | 男子回転     |
| 金     | デビー・アームストロング                | アルペンスキー     | 女子大回転   |
| 金     | スコット・ハミルトン                    | フィギュアスケート | 男子シングル |
| 銀     | スティーヴ・メーア                      | アルペンスキー     | 男子回転     |
| 銀     | クリスティン・クーパー                  | アルペンスキー     | 女子大回転   |
| 銀     | ロザリン・サムナーズ                    | フィギュアスケート | 女子シングル |
| 銀     | キティ・カルザース ピーター・カルザース | フィギュアスケート | ペア         |